# Off with Their Heads
Off with Their Heads é o terceiro álbum de estúdio da banda Kaiser Chiefs, lançado a 20 de Outubro de 2008. O primeiro single do álbum foi "Never Miss a Beat", foi lançado duas semanas antes do lançamento do disco. O álbum alcançou o número dois na UK Albums Chart durante a semana de 26 de outubro de 2008 e, no número 16 na Irish Albums Chart da semana de 24 de outubro.

## Faixas
Todas as canções escritas e compostas por Ricky Wilson, Andrew White, Simon Rix, Nick Baines e Nick Hodgson.
1. "Spanish Metal" – 2:19
2. "Never Miss a Beat" – 3:08
3. "Like It Too Much" – 3:23
4. "You Want History" – 3:45
5. "Can't Say What I Mean" – 2:49
6. "Good Days Bad Days" – 2:53
7. "Tomato in the Rain" – 3:51
8. "Half the Truth" – 3:44
9. "Always Happens Like That" – 3:12
10. "Addicted to Drugs" – 3:53
11. "Remember You're a Girl" – 2:37

### Edição Limitada(Ao vivo em Elland Road)
1. "Can't Say What I Mean" – 3:27
2. "Never Miss a Beat" – 3:12
3. "You Want History" – 3:48
4. "Half the Truth" – 4:12

### Faixas bônus japonesas
1. "Sooner or Later"
2. "Never Miss a Beat (Run Hide Survive Remix)"

## Paradas
Álbum
| Parada (2008) | Posição |
| ------------- | ------- |
| Billboard 200 | 55      |

## Créditos
- Ricky Wilson – Vocal
- Andrew White – Guitarra
- Simon Rix – Baixo
- Nick Baines – Teclados
- Nick Hodgson – Bateria, vocal em "Remember You're a Girl"